# Masafumi Maeda
Masafumi Maeda (japanisch 前田 雅文 Maeda Masafumi; * 25. Januar 1983 in der Präfektur Shiga) ist ein ehemaliger japanischer Fußballspieler.

## Karriere
Maeda erlernte das Fußballspielen in der Schulmannschaft der Yasu High School und der Universitätsmannschaft der Kansai-Universität. Seinen ersten Vertrag unterschrieb er 2005 bei Gamba Osaka. Der Verein spielte in der höchsten Liga des Landes, der J1 League. Mit dem Verein wurde er 2005 japanischer Meister. 2007 gewann er mit dem Verein den J.League Cup. Für den Verein absolvierte er 38 Erstligaspiele. 2008 wechselte er zum Zweitligisten Ventforet Kofu. Für den Verein absolvierte er 16 Ligaspiele. 2010 wechselte er zum Ligakonkurrenten Thespa Kusatsu. Für den Verein absolvierte er 16 Ligaspiele. Ende 2011 beendete er seine Karriere als Fußballspieler.

## Erfolge
Gamba Osaka
- J1 League

Meister: 2005
- J.League Cup

Sieger: 2007
Finalist: 2005
- Kaiserpokal

Finalist: 2006